# Anna Grycewicz
Anna Grycewicz, też Anna Grycewicz-Łoś (ur. 29 marca 1979 w Białymstoku) – polska aktorka filmowa i teatralna.

## Życiorys
Ukończyła III Liceum Ogólnokształcące w Białymstoku, a w 2003 studia na wydziale aktorskim Akademii Teatralnej im. Aleksandra Zelwerowicza w Warszawie. Od 2005 należy do zespołu Teatru Narodowego w Warszawie. Brała udział w przedstawieniach Teatru Telewizji.

## Filmografia

### Film
- 2006: Fabryka jako sekretarka
- 2009: Idealny facet dla mojej dziewczyny jako Anna Mrówka
- 2014: Facet (nie)potrzebny od zaraz jako Karolina
- 2015: Ambasador nadziei jako Irina
- 2015: Sprawiedliwy jako matka Hani
- 2015: Król życia jako Helena
- 2016: Konwój jako lekarka w więzieniu w Ożagówce
- 2018: Kler jako ofiara
- 2019: Pół wieku poezji później jako Fringilla

### Seriale
- 2003: Samo życie jako policjantka
- 2003: Na Wspólnej jako Beata Sobolewska
- 2003, 2004: M jak miłość jako aplikantka (odc. 197, 222)
- 2004: Pensjonat pod Różą jako Ewa Przełęcka (odc. 29)
- 2005–2006: Tango z aniołem jako Natalia Zajdlewicz
- 2005, 2015: Na dobre i na złe jako Anita (odc. 207); Anna (odc. 620)
- 2005: Boża podszewka II (odc. 5)
- 2006: Mrok jako Magda (odc. 7)
- 2006: Magda M. jako Maria Makowska (odc. 34)
- 2006–2007: Egzamin z życia jako pielęgniarka Ewa (odc. 62, 63, 66, 81, 82)
- 2008: Doręczyciel jako kobieta w ciąży (odc. 12)
- 2009: Sprawiedliwi jako Irena, przyjaciółka Basi (odc. 2)
- 2009: Przystań jako Kamila (odc. 3)
- 2009: Czas honoru jako Elżbieta Sowińska (odc. 18, 19, 21, 23)
- 2010, 2014, 2022: Ojciec Mateusz jako Helena Barcz (odc. 56); prokurator (odc. 141, 147), doktor Ewa Suchecka (odc.368)
- 2010: Hotel 52 jako nauczycielka (odc. 21)
- 2012: Paradoks jako komisarz Joanna Majewska
- 2013, 2020: Komisarz Alex jako Alicja Antoniewicz (odc. 39), Paulina Konarska, żona Adama (odc. 178)
- 2014: Krew z krwi 2 jako Joanna Mirska, nauczycielka Borysa (odc. 1, 3)
- 2015: Zbrodnia. W zamkniętym kręgu jako Alicja, asystentka Brzozowskiego
- 2015: Prawo Agaty jako Aleksandra Zagórna (odc. 90)
- 2016: O mnie się nie martw jako Maria Sobieraj, matka Grześka
- 2016–2017, od 2019: Barwy szczęścia jako Klaudia Zbrowska, matka Oliwki
- 2018: Diagnoza jako siostra Matylda
- 2018–2020: Korona królów jako Kunegunda Łokietkówna
- 2019: Stulecie Winnych jako Ewa Wierusz-Kowalska
- 2019: Echo serca jako Ewelina, matka Łukasza
- 2019: Leśniczówka jako sędzia Anna Krakówka (odc. 167, 169, 171, 173, 174)
- 2022: M jak miłość jako Dagmara

### Teatr Telewizji
- 2004: Pamiętnik z powstania warszawskiego
- 2004: Antygona jako Służebna
- 2006: Słowo honoru jako Izabela Tańska-Kwapińska „Iwona”
- 2008: Tajny współpracownik jako Janka
- 2009: Prymas w Komańczy (Scena Faktu) jako Janka Michalska
- 2010: Wierność (Scena Faktu) jako Beata Szymanek
- 2012: Daily Soup (Teatr na żywo) jako córka[4]
- 2017: Listy z Rosji jako Baronowa X
- 2018: Dama z łasiczką jako Simona
- 2020: Halo, halo, tu mówi Warszawa jako Maria Żebrowska